# BAF (motorfiets)
BAF is een Tsjechisch historisch merk van motorfietsen.
BAF stond voor: Ing. B. A. Frisek, Praha.
BAF maakte van 1927 tot 1930 motorfietsen met Bekamo-tweetaktmotoren van 173 en 248 cc, 346cc-viertakten met Kühne-blok en 498cc-viertakten met Chaise-kopklepinbouwmotoren.